# Ashworth (schip, 1920)
De Ashworth was een Brits stoomvrachtschip van 5.227 ton. Het schip werd afgebouwd in april 1920 door William Pickersgill & Sons Ltd, Sunderland. De eigenaar was R.S. Dalgliesh Ltd, Newcastle upon Tyne, met als thuishaven Newcastle, Noord-Ierland.

## Geschiedenis
Het onafgewerkte vrachtschip werd als War Spirea te water gelaten en in april 1920 afgebouwd als Ashworth voor R.S. Dalgliesh Ltd, Newcastle upon Tyne. 

### Ondergang
De Ashworth had een 49-koppige bemanning aan boord met een lading van 7.300 ton bauxiet en vertrok vanuit Trinidad naar Halifax, waar deze aansloot bij konvooi SC-104. Vandaar vertrok het schip naar Belfast, Noord-Ierland, waar het echter nooit aankwam.
Het verlies van de Ashworth begon omstreeks 06.22 u. op 13 oktober 1942. De U-221 van Hans-Hartwig Trojer vuurde één torpedo af op elk van de twee schepen die in konvooi SC-104 meevoeren, op ongeveer 500 zeemijl ten oosten van Straat van Belle Isle. De Duitse U-bootbevelhebber zag hoe het eerste schip na 20 minuten wegzonk en de tweede in brand vloog en verlaten werd. Om 07.10 uur werd weer een torpedo-aanval uitgevoerd en Trojer eiste een treffer op, op een schip dat onderging met haar achtersteven en al aan het zinken was, maar dit werd niet bevestigd door geallieerde bronnen.
De Senta werd onmiddellijk daarna geraakt, nadat de Ashworth al getroffen was, maar het slechte weer maakte het lastig om te zien wat er eigenlijk precies gebeurde; dat beide schepen blijkbaar met alle hens nog aan boord onder water wegzonken nog voordat het reddingsschip hun netelige posities bereikte. In deze zware weersomstandigheden was een reddingspoging eigenlijk onmogelijk en voor alle drenkelingen kwam die hulp te laat.
Kapitein William Mouat, 41 bemanningsleden en zeven artilleristen van de Ashworth gingen alle 49 mee ten onder, samen met hun schip in positie 53°05’ Noord en 44°06’ West.